# Főnyed
Főnyed is een plaats (község) en gemeente in het Hongaarse comitaat Somogy. Főnyed telt 94 inwoners (2001).